# And Her Tears Flowed Like Wine
«And Her Tears Flowed Like Wine» (с англ. — «И её слёзы полились, как вино») — популярная песня и джазовый стандарт Стэна Кентона, впервые выпущенная в 1944 году.
Оригинальная версия песни была записана в 1944 году Стэном Кентоном и его оркестром с вокалом Аниты О’Дэй, которая была выпущена синглом на Capitol Records в паре с «How Many Hearts Have You Broken». Кавер-версия была записана Эллой Фицджеральд с The Song Spinners и Джонни Лонгом и также выпущена синглом на Decca Records (текст песни существенно отличался). Тони Пастор, Lavay Smith & Her Red Hot Skillet Lickers, Marina and the Kats, Байрон Мотли, Joe Stevenson and the Jazz Masters, а также Дина Вашингтон с Лайонелом Хэмптоном также записали песню.